# Adolph Lomb Medal
Die Adolph Lomb Medal der Optical Society of America ist ein Preis für Nachwuchswissenschaftler (Alter im Jahr der Verleihung 35 Jahre oder jünger) in Optik. Sie ist nach Adolph Lomb, dem langjährigen Schatzmeister der Gesellschaft, benannt.

## Preisträger
- 1940 David L. MacAdam
- 1942 James G. Baker
- 1944 R. Clark Jones
- 1946 Wayne C. Norton
- 1948 David S. Grey
- 1950 H. Richard Blackwell
- 1952 Aden B. Meinel
- 1954 William Sinton
- 1956 Walter R. J. Brown
- 1958 Edward L. O’Neill
- 1960 Ian Mills
- 1962 Jean-Pierre Barrat
- 1964 Gordon H. Spencer
- 1966 C. Kumar Patel
- 1968 Douglas C. Sinclair
- 1970 Marlan O. Scully
- 1972 Robert L. Byer
- 1974 James Forsyth
- 1976 Marc D. Levenson
- 1978 Eli Yablonovitch
- 1980 David M. Bloom
- 1982 Won T. Tsang
- 1984 Edward H. Adelson
- 1986 David A. B. Miller
- 1988 Janis A. Valdmanis
- 1990 Andrew M. Weiner
- 1992 David F. Welch
- 1992 Mohammed N. Islam
- 1993 Henry C. Kapteyn
- 1994 Robert W. Schoenlein
- 1995 Turan Erdogan
- 1996 Frederick A. Kish Jr.
- 1997 Ekmel Ozbay
- 1998 Benjamin J. Eggleton
- 1999 Jun Ye
- 2000 Mikhail Lukin
- 2001 Barbara A. Paldus
- 2002 Susana Marcos Celestino
- 2003 Alexei Vladimirovich Sokolov
- 2004 Randy A. Bartels
- 2005 Marin Soljačić
- 2006 John Charles Howell
- 2007 Shanhui Fan
- 2008 L. Cary Gunn
- 2009 Rebekah A. Drezek
- 2010 Jeremy O’Brien
- 2011 Elizabeth M. C. Hillman
- 2012 Hatice Altug
- 2013 Andrea Alù
- 2014 Alexander Szameit
- 2015 Jeremy N. Munday
- 2016 Jennifer Dionne
- 2017 Dirk Robert Englund
- 2018 Andrei Faraon
- 2019 Na Liu
- 2020 Chao-Yang Lu
- 2021 Laura Waller
- 2022 Ido Kaminer
- 2023 William H. Renninger
- 2024 Deep Jariwala
- 2025 Peter McMahon